# Adèle Exarchopoulos

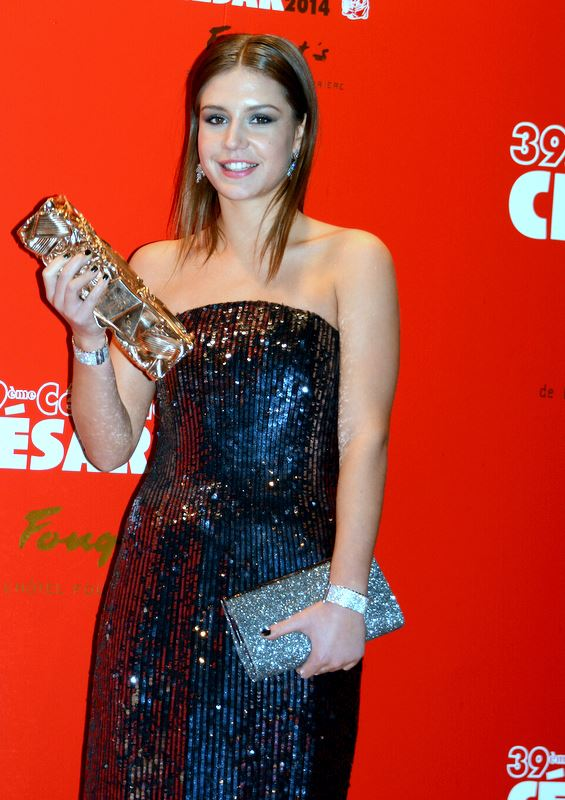
Adèle Exarchopoulos ze statuetką Césara (2014)

Adèle Exarchopoulos (wym. /adɛl ɛɡzaʁkɔpulɔs/, ur. 22 listopada 1993 w Paryżu) – francuska aktorka filmowa.

## Życiorys
Jest córką Mariny, pielęgniarki, i gitarzysty Didiera. Jej dziadek był Grekiem. W wieku 9 lat zaczęła występować w filmach. W 2008 zagrała rolę Marianne w filmie Dzieci z Timpelbach Nicolasa Bary'ego. W 2010 wystąpiła w roli Anny w Obławie Roselyne Bosch.
Zagrała główną rolę w Życiu Adeli Abdellatifa Kechiche’a z 2013, dzięki czemu na festiwalu w Cannes otrzymała Złotą Palmę i szereg innych nagród, m.in. nagrodę Critics’ Choice i Césara dla nadziei kina (aktorka)  w 2014.

## Filmografia

### Filmy
| Rok  | Tytuł                            | Rola             | Uwagi           |
| ---- | -------------------------------- | ---------------- | --------------- |
| 2007 | Boxes                            | Lilli            |                 |
| 2008 | Dzieci z Timpelbach              | Marianne         |                 |
| 2010 | Obława                           | Anna Traube      |                 |
| 2010 | Tête de turc                     | Nina             |                 |
| 2011 | Chez Gino                        | Maria Roma       |                 |
| 2011 | Carré blanc                      | Marie (młoda)    |                 |
| 2012 | Des morceaux de moi              | Erell            |                 |
| 2013 | I Used to Be Darker              | Camille          |                 |
| 2013 | Making a Scene                   | Kobieta          | krótkometrażowy |
| 2013 | Życie Adeli: Rozdział 1 i 2      | Adèle            |                 |
| 2014 | Qui vive                         | Jenny            |                 |
| 2014 | Voyage vers la mère              | Marie Louise     |                 |
| 2015 | Les Anarchistes                  | Judith Lorillard |                 |
| 2015 | Apnée                            | Kobieta          | krótkometrażowy |
| 2016 | Szaleni w miłości                | Anna Amari       |                 |
| 2016 | Jej twarz                        | Ellen            |                 |
| 2016 | Orpheline                        | Sandra           |                 |
| 2017 | Na krawędzi                      | Bibi Delhany     |                 |
| 2018 | Biały kruk                       | Clara Saint      |                 |
| 2019 | Sybilla                          | Margot Vasilis   |                 |
| 2019 | Powrót                           | Mona             |                 |
| 2020 | Mandibules                       | Agnès            |                 |
| 2020 | Północny bastion                 | Nora             |                 |
| 2021 | Rien à foutre                    | Cassandre        |                 |
| 2022 | Pięć diabłów                     | Joanne Soler     |                 |
| 2022 | Palenie powoduje kaszel          | Céline           |                 |
| 2023 | Przejścia                        | Agathe           |                 |
| 2023 | Zawsze będę widzieć wasze twarze | Chloé Delarme    |                 |
| 2023 | Królestwo zwierząt               | Julia            |                 |
| 2023 | Un métier sérieux                | Meriem           |                 |
| 2023 | Złodziejki                       | Alex             |                 |
| 2024 | W głowie się nie mieści 2        | Nuda             | Animowany       |